# Планування безперервності бізнесу
Планування безперервності бізнесу (англ. business continuity planning, BCP) — процес створення систем профілактики і відновлення ділової активності при боротьбі з потенційними загрозами для компанії. Один з інструментів антикризового менеджменту.
Безперервність бізнесу — це концепція, яка включає в себе наступні три основні елементи:
- Витривалість: критичні бізнес-функції та допоміжна інфраструктура повинні бути розроблені таким чином, щоб вони не зазнали істотних негативних наслідків, пов'язаних з відповідними збоями, наприклад, завдяки використанню резервування та запасних потужностей;
- Швидке відновлення критичних та менш критичних бізнес-функцій, які з якоїсь причини не виконуються.
- Загальна здатність і готовність ефективно справлятися з будь-якими непередбаченими інцидентами та катастрофами, включаючи ті, яких ще не було і які, можливо, не могли бути передбачені. Врахування досвіду подолання останніх непередбачених обставин.

Планування повинно враховувати збій серверів чи вірусні інфекції, неспроможність ключових постачальників, негативні кампанії в ЗМІ та нестабільність ринку (наприклад, аварії на фондовому ринку).
В цілі і завдання управління безперервністю процесів і функцій в організації можуть бути закладені різні пріоритети, які залежать від масштабу і сфери діяльності.